# Vuelta a Murcia 2024
La Vuelta a Murcia 2024, ufficialmente Vuelta Ciclista a la Region de Murcia "Costa Calida", quarantaquattresima edizione della corsa e valida come evento dell'UCI Europe Tour 2024 categoria 1.1, si svolse il 10 febbraio 2024 su un percorso di 198,7 km, con partenza da Alhama de Murcia e arrivo a Murcia, in Spagna. La vittoria fu appannaggio dell'australiano Ben O'Connor, il quale completò il percorso in 4h50'59", alla media di 40,971 km/h, precedendo lo sloveno Jan Tratnik e il belga Tim Wellens.

## Squadre e corridori partecipanti
| N.    | Cod. | Squadra                         |
| ----- | ---- | ------------------------------- |
| 1-7   | IGD  | Ineos Grenadiers                |
| 11-17 | UAE  | UAE Team Emirates               |
| 21-27 | TVL  | Team Visma-Lease a Bike         |
| 31-37 | MOV  | Movistar Team                   |
| 41-47 | COF  | Cofidis                         |
| 51-57 | IWA  | Intermarché-Wanty               |
| 61-67 | GFC  | Groupama-FDJ                    |
| 71-77 | BOH  | Bora-Hansgrohe                  |
| 81-87 | DAT  | Decathlon AG2R La Mondiale Team |
| 91-97 | EKP  | Equipo Kern Pharma              |

| N.      | Cod. | Squadra                      |
| ------- | ---- | ---------------------------- |
| 101-107 | CJR  | Caja Rural-Seguros RGA       |
| 111-117 | EUS  | Euskaltel-Euskadi            |
| 121-127 | BBH  | Burgos-BH                    |
| 131-137 | LTD  | Lotto Dstny                  |
| 141-147 | TEN  | TotalEnergies                |
| 151-157 | TBF  | Team Flanders-Baloise        |
| 161-167 | Q36  | Q36.5 Pro Cycling Team       |
| 171-177 | TUD  | Tudor Pro Cycling Team       |
| 181-187 | IBA  | Illes Balears Arabay Cycling |

## Ordine d'arrivo (Top 10)
| Pos. | Corridore          | Squadra       | Tempo    |
| ---- | ------------------ | ------------- | -------- |
| 1    | Ben O'Connor       | Decathlon     | 4h50'59" |
| 2    | Jan Tratnik        | Visma         | a 58"    |
| 3    | Tim Wellens        | UAE           | a 59"    |
| 4    | Michał Kwiatkowski | Ineos         | a 1'27"  |
| 5    | Valentin Madouas   | Groupama      | a 1'45"  |
| 6    | Sergio Higuita     | Bora          | s.t.     |
| 7    | Alessandro Covi    | UAE           | s.t.     |
| 8    | Steff Cras         | TotalEnergies | s.t.     |
| 9    | Mick van Dijke     | Visma         | s.t.     |
| 10   | Gianluca Brambilla | Q36.5         | s.t.     |